# Rogério Augusto de Abreu Amoreira Martins
Rogério Augusto de Abreu Amoreira Martins (Pinhal do Norte, Carrazeda de Ansiães, 22 de dezembro de 1920 - Braga,  7 de setembro de 1988), foi um distinto elemento do quadro administrativo do Ministério do Ultramar, atividade que exerceu em Angola no período de 1946 até 1975. 

## Biografia
Licenciado em 1945 pela Escola Superior Colonial, seguiu para Angola, onde foi colocado na Circunscrição dos Bundas, Moxico, como Chefe de Posto Estagiário, no Lumai, junto ao rio Lungué-Bungo (a 1300 km da capital de Angola), terminando a sua carreira como Inspector Administrativo em Luanda, como Sub-Director Provincial dos Serviços Administrativos, em Maio de 1975.
No Lumai, onde iniciou a sua carreira em 1946, foi acompanhado de sua Mulher, Marcela Eucária Frazão Martins Rosinha, e a primeira casa onde viveram era uma "cubata melhorada", coberta a colmo, com um ligeiro tecto falso de madeira, com o chão em terra compacta, sem instalações sanitárias para além de uma bacia, uma banheira de folha de Flandres e um "trinta-de-alto", um curioso bacio de madeira cujo nome é elucidativo. Sem instalação eléctrica, a iluminação era assegurada por um pequeno candeeiro a óleo. De manhã tinham de aguardar que o cabo de cipaios lhes batesse à porta, sinal de que o caminho estava livre...de leões.               
Ao longo do seu trajecto profissional foi colocado sucessivamente em Benguela (secretário), Caála (secretário), Buco-Zau (administrador de 3ª classe), Vila Artur de Paiva (administrador de 2ª classe), Quimbele (administrador de 1ª classe), Carmona (intendente), Sá da Bandeira (intendente), Moçâmedes (governador de distrito) e Luanda (inspector e sub-director dos Serviços Administrativos). Percorreu assim, em 29 anos, todos os postos do Quadro Administrativo.
O Dr. Amoreira Martins, enquanto responsável directo pela administração do território, no Uíge, Huíla, Moçâmedes e Luanda, destacou-se pela forma serena, firme e esclarecida como deu seguimento a diversos projectos de desenvolvimento e mecanismos de acção governativa, mas ainda como implementou e recomendou práticas de governo que permitissem a resolução de problemas concretos das populações, em territórios vastíssimos, com meios de deslocação escassos e um número de quadros técnico sempre muito limitado. 

## Defesa do Quimbele
Em 1961, na sequência dos graves incidentes no Norte de Angola que deram início à luta armada, o então Administrador Amoreira Martins encontrava-se à frente da Circunscrição do Cuango (área de 6680 km2), com sede na Vila do Quimbele, a escassas dezenas de quilómetros da República do Congo, de onde partiam inúmeras tentativas de desestabilização das populações nativas e iniciativas de ataque às povoações e postos administrativos daquela circunscrição. O Quimbele encontrava-se numa zona bastante isolada, a cerca de 300 quilómetros (por estrada de areia) a nordeste de Carmona, a capital do distrito, e onde, de acordo com o censo de 1960, residiam 135 europeus ou seus descendentes e 33.015 indígenas, distribuídos por mais de 40 aldeias (povos) . 
Encontrando-se cercada por elementos hostis desde finais de Abril de 1961, o governador geral por mensagem cifrada, a partir de Luanda, reconheceu ser impossível a defesa do Quimbele por forças militares, sugerindo a evacuação da vila, o que o Adm. Amoreira Martins recusou, sem disso dar conhecimento aos 51 elementos da população (na sua maioria civis) que ali se encontravam na expectativa de rapidamente receberem reforços para salvaguarda dos seus teres e haveres.  
Na noite de 24 de Maio de 1961 e até altas horas da madrugada do dia 25, o Quimbele foi atacado, depois de alguns dias de cerco, por um numeroso grupo de assaltantes da UPA estimado em mais de 2500 elementos. Entrincheirados em dois redutos, na residência do administrador e do delegado de saúde, os defensores do Quimbele provocaram 263 mortes ao inimigo, só na povoação, e mais 7 que foram depois encontrados caídos nas redondezas. O número de feridos não foi determinado mas terá atingido números proporcionais (mais de 500, certamente) sendo provável que muitos deles tenham perecido por falta de socorro adequado. Da parte dos defensores verificaram-se alguns ferimentos provocados por balas ou zagalotes.
A defesa, além de ter desmoralizado os atacantes, permitiu ganhar tempo para que em finais de Junho pudesse ser para ali destacado um pequeno contingente militar, terminando desse modo o sobressalto em que a povoação vivia desde Março. 

## Condecorações e Distinções:
- Medalha de Ouro de Serviços Distintos no Ultramar
- Medalha de Prata de Serviços Distintos no Ultramar
- Medalha de Serviços Distintos no Ultramar
- Prémio Governador-Geral de Angola
- Promoção a Intendente por distinção